# Вересовка (приток Стрельны)
Вересовка — река в России, протекает по Терскому району Мурманской области. Устье реки находится в 103 км от устья реки Стрельны по правому берегу. Длина реки составляет 18 км, площадь водосборного бассейна — 109 км².

## Данные водного реестра
По данным государственного водного реестра России относится к Баренцево-Беломорскому бассейновому округу, водохозяйственный участок реки — реки бассейна Белого моря от западной границы бассейна реки Иоканга (мыс Святой Нос) до восточной границы бассейна реки Нива, без реки Поной. Речной бассейн реки — бассейны рек Кольского полуострова и Карелии, впадает в Белое море.
Код объекта в государственном водном реестре — 02020000212101000007417.